# Amboyna (chi bướm)
Amboyna là một chi bướm đêm thuộc phân họ Tortricinae của họ Tortricidae.

## Các loài
- Amboyna diapella Common, 1965
- Amboyna furcifera Razowski, 1964